# Піта непальська
Піта непальська (Hydrornis nipalensis) — вид горобцеподібних птахів родини пітових (Pittidae).

## Поширення
Вид поширений на сході Непалу та Індії, в Бутані, Бангладеш, М'янмі, на півдні Китаю, в Лаосі та В'єтнамі. Мешкає у гірському тропічному лісі з наявністю густого підліску.

## Опис
Дрібний птах, завдовжки до 20 см, включаючи хвіст. Це масивний, пухкий птах з короткими крилами та хвостом, подовженими головою та дзьобом.

## Спосіб життя
Трапляється поодинці. Активний вдень. Птах проводить більшу частину дня, рухаючись у гущі підліску в пошуках поживи. Живиться дощовими хробаками та равликами, рідше комахами та іншими дрібними безхребетними. Розмноження цих птахів досі не описано в природі, але вважається, що воно суттєво не відрізняється від того, що дотримуються інші види піт.

## Підвиди
Включає два підвиди:
- Hydrornis nipalensis nipalensis, номінальний підвид, поширений у західній частині ареалу, який займає цей вид, тобто в центрально-східному Непалі, Сіккімі, Бутані, Ассамі та на півночі Бенгалії;
- Hydrornis nipalensis hendeei Bangs & van Tyne, 1931, широко поширений у східній частині ареалу, зайнятому видом, тобто в південному Китаї, північному Лаосі та Тонкіні.

Два підвиди відрізняються один від одного розмірами та інтенсивністю та ступенем зеленого та синього спинного забарвлення.